# Monte Chiapparo
Monte Chiapparo este o arie protejată (arie specială de conservare — SAC, sit de importanță comunitară — SCI) din Italia întinsă pe o suprafață de 1.877 ha, integral pe uscat.

## Localizare
Centrul sitului Monte Chiapparo este situat la coordonatele 37°34′17″N 14°32′50″E / 37.57147°N 14.547128°E.

## Înființare
Situl Monte Chiapparo a fost declarat sit de importanță comunitară în septembrie 1995 pentru a proteja 1 specie de animale. Situl a fost protejat și ca arie specială de conservare în decembrie 2015.

## Biodiversitate
Situată în ecoregiunea mediteraneană, aria protejată conține 5 habitate naturale: Tufărișuri halo-nitrofile (Pegano-Salsoletea), Galerii și tufărișuri riverane sudice (Nerio-Tamaricetea și Securinegion tinctoriae), Tufărișuri termo-mediteraneene și de pre-deșert, Pseudostepă cu ierburi și specii anuale de Thero-Brachypodietea, Râuri mediteraneene cu debit intermitent, cu specii de Paspalo-Agrostidion.
La baza desemnării sitului se află o specie protejată de  păsări: Falco biarmicus
Pe lângă speciile protejate, pe teritoriul sitului au mai fost identificate 11 specii de plante, 2 specii de păsări, 2 specii de mamifere, 19 specii de nevertebrate, 3 specii de reptile.